# Helmut Wielandt
Helmut Wielandt, né le 19 décembre 1910 à Niedereggenen, près de Lörrach et mort le 14 février 2001 à Schliersee, est un mathématicien allemand. Son domaine de recherche est la théorie des groupes et particulièrement la théorie des groupes de permutations.
La démonstration de Wielandt des théorèmes de Sylow, fondamentaux en théorie des groupes finis est maintenant la norme. Le concept de sous-groupe sous-normal est également dû à Wielandt. À côté de ses travaux en théorie des groupes, il a contribué des résultats importants en théorie des opérateurs linéaires et en théorie des matrices. La place importante occupée par Wielandt se mesure aussi au nombre de descendants scientifiques : le Mathematics Genealogy Project lui attribue 22 doctorants et 458 descendants.

## Carrière
Helmut Wielandt, né à Niedereggenen, à proximité de Lörrach en Bade-Wurtemberg, a passé sa jeunesse à Berlin, et a étudié à l'Université Humboldt de Berlin les mathématiques, la physique et la philosophie. En 1934-1935 Wielandt soutient summa cum laude une thèse préparée sous la direction de Issai Schur et Erhard Schmidt sur un sujet de théorie des groupes (Abschätzungen für den Grad einer Permutationsgruppe von vorgeschriebenem Transitivitätsgrad). Ses tentatives d'obtenir ensuite un poste d'assistant sont restés sans succès, soit parce que Wielandt n'était pas engagé politiquement, soit parce que son directeur de recherche Issai Schur, qui soutenait sa candidature, était juif.
De 1934 à mars 1938, Wielandt occupe un emploi d'assistant scientifique à la rédaction du Jahrbuch über die Fortschritte der Mathematik auprès des éditions Walter de Gruyter à Berlin, tout en continuant ses recherches. En 1937, il entre au NSDAP et à la SA. Il appartient aux deux organisations jusqu'à son appel à la Wehrmacht en 1939. En tant que membre de la SA, Wielandt a pu être recruté en avril 1938 par Konrad Knopp et Hellmuth Kneser – malgré les réticences locales à cause de son appartenance si courte à l'organisation – sur un poste d'assistant de l'université de Tübingen. En février 1939 il soutient son habilitation et en novembre, il est nommé professeur.
Au début de la Seconde Guerre mondiale, Wielandt est incorporé en septembre 1939 dans l’artillerie. Il est en service actif en France et en Russie, puis à partir de novembre 1941, sur recommandation des professeurs Konrad Knopp et Erich Kamke, est affecté à divers projets de recherche dans les domaines de météorologie, chiffrement et aérodynamique. De juillet 1942 jusqu'à la fin de la guerre, il est collaborateur scientifique de la Société Kaiser-Wilhelm pour la recherche aérodynamique et de la Aerodynamische Versuchsanstalt Göttingen à Göttingen.
Au retour à Tübingen à la fin de la guerre, il est destitué de son poste de professeur par le gouvernement militaire français en août 1945, à cause de son appartenance à la SA et la NSDAP. Cette destitution est annulée dès octobre, et Wielandt peut recommencer ses cours dès le semestre d'hiver 1945-1946. Un an plus tard, il accepte un poste de professeur extraordinaire (außerordentlicher Professor) en mathématiques à l'université Johannes Gutenberg de Mayence puis un poste de professeur titulaire (ordentlicher Professor) en avril 1951 où, de retour à Tübingen, il prend la succession de Konrad Knopp.
Wielandt reste jusqu'à son éméritat en 1976 à Tübingen, avec divers séjours à l'étranger comme professeur invité. Il séjourne notamment deux fois comme professeur invité à l'université du Wisconsin, la première fois pendant le semestre d'hiver 1963, la deuxième fois du semestre d'hiver 1965 au semestre d'été 1967.

## Honneurs et distinctions
- 1958 : Conférencier plénier au Congrès international des mathématiciens à Édimbourg avec exposé ayant pour titre Entwicklungslinien in der Strukturtheorie der endlichen Gruppen.
- 1960 : Élection à l'Académie des sciences de Heidelberg.
- 1962 : Conférencier invité au Congrès international des mathématiciens à Stockholm ; titre de l'exposé : Bedingungen für die Konjugiertheit von Untergruppen endlicher Gruppen.
- 1977 : Docteur honoris causa de l'université Johannes Gutenberg de Mayence.

## Travaux
Les travaux de Wielandt sont centrés sur la théorie des groupes. Ses contributions revivifient une théorie des groupes de permutations qui stagnait depuis le début du XXe siècle ; c'est dans ce domaine que Wielandt travaille dès sa thèse de 1934. Pendant longtemps, sa monographie Finite Permutation-Groups parue en 1964 a constitué l'ouvrage de référence sur ce thème. D'autres contributions importantes en théorie des groupes sont l'étude des sous-groupes sous-normaux, qu'il introduit en 1939 dans son habilitation intitulée Eine Verallgemeinerung der invarianten Untergruppen, ainsi que ses contributions à la théorie de théorèmes de (π-)Sylow généraux. Les travaux de Wielandt sur la Spektraltheorie, la manipulation numérique de matrices, ont été réalisés durant la guerre. La méthode d'itération inverse qui porte son nom a été développée dans le cadre de son travail à la Aerodynamische Versuchsanstalt.
En 1939, Wielandt établit une caractérisation, en termes de théorie des fonctions, de la fonction gamma {\displaystyle \Gamma (z)} comme alternative à la caractérisation axiomatique de fonction gamma réelle, le théorème de Bohr-Mollerup :
Soit {\displaystyle f(z)} une fonction holomorphe dans le demi-plan réel telle que {\displaystyle f(z+1)=zf(z)} et {\displaystyle f(1)=1}. Si {\displaystyle f(z)} est bornée dans la bande {\displaystyle 1<\operatorname {Re} z<2}, alors {\displaystyle f=\Gamma }.
De 1952 à 1972, Wielandt est rédacteur en chef de la Mathematische Zeitschrift.

## Publications

### Articles (sélection)
- « Abschätzungen für den Grad einer Permutationsgruppe von vorgeschriebenem Transitivitätsgrad », Schriften des mathematischen Seminars und des Instituts für angewandte Mathematik der Universität Berlin, vol. 2,‎ 1934, p. 151-174. (Dissertation)
- « Eine Verallgemeinerung der invarianten Untergruppen », Mathematische Zeitschrift, vol. 45,‎ 1939, p. 209-244 (lire en ligne). (Habilitation)
- « Beiträge zur mathematischen Behandlung komplexer Eigenwertprobleme, Teil V: Bestimmung höherer Eigenwerte durch gebrochene Iteration. », Bericht B 44/J/37, Aerodynamische Versuchsanstalt Göttingen,‎ 1944.
- « Über die Unbeschränktheit der Operatoren der Quantenmechanik », Mathematische Annalen, vol. 121,‎ 1949/50, p. 21 (lire en ligne).
- « Unzerlegbare, nicht negative Matrizen », Mathematische Zeitschrift, vol. 52,‎ 1950, p. 642-648 (lire en ligne).
- « Über Produkte von nilpotenten Gruppen », Illinois Journal of Mathematics, vol. 2,‎ 1958, p. 611-618.
- « Ein Beweis für die Existenz der Sylowgruppen », Archiv der Mathematik, vol. 10,‎ 1959, p. 401-402.
- « Über den Transitivitätsgrad von Permutationsgruppen », Mathematische Zeitschrift, vol. 74,‎ 1960, p. 297-298 (lire en ligne).

### Livres
- Finite Permutation-Groups, Academic Press, New York, 1964.
- Mathematische Werke
  - Vol. 1: Group Theory, de Gruyter, Berlin, 1994  (ISBN 3-11-012452-1).
  - Vol. 2: Linear Algebra and Analysis, de Gruyter, Berlin, 1996  (ISBN 3-11-012453-X).